# Çağdaş Bodrumspor
El Çağdaş Bodrumspor, de nombre completo Çağdaş Bodrum Spor Kulübü, es un equipo de baloncesto turco que compite en la Basketbol Süper Ligi, la primera división del país. Tiene su sede en Bodrum y disputa sus partidos en el Bodrum Spor Salonu, que tiene un aforo para 1.000 espectadores.

## Historia
Al comienzo de la temporada 2020-21, un grupo de empresarios de Bodrum se esforzó por participar en la Liga Turca de Baloncesto comprando los derechos competitivos de un club deportivo existente. Se mantuvieron conversaciones con Bandırma Kırmızı y Global Connect Travel Düzce a este respecto, pero no se logró ningún resultado. Al comienzo de la temporada 2021-22, Çağdaş Bodrumspor se estableció únicamente con el capital de Çağdaş Holding, y el club inició sus actividades participando en la Türkiye Basketbol 2. Ligi, el tercer nivel del baloncesto turco.
El Club, fijándose objetivos a corto plazo de ascenso a la Basketball Super League y objetivos a largo plazo de participación en torneos europeos, llegó a un acuerdo con Polat Kaya como entrenador, mientras que Erkan Veyseloğlu se convirtió en el primer jugador contratado por el club en su historia. El equipo jugó su primer partido contra Çorlu Belediyespor el 7 de noviembre de 2021, consiguiendo una victoria. Sin embargo, las derrotas consecutivas en la cuarta y quinta semanas provocaron un cambio de entrenador, y Serhan Aydanarığ fue contratado en diciembre. Al final de la temporada, el equipo terminó en segundo lugar y ascendió a la Türkiye Basketbol 1. Ligi.
Antes de la temporada 2022-23, el club realizó cambios en su escudo, que se utilizó durante la temporada 2021-22. El club también creó su organización juvenil y alcanzó las semifinales de la Copa Federación masculina, en la que participó por primera vez esta temporada. Completaron la misma temporada como campeones de liga y ascendieron a la BSL.

## Trayectoria
| Temporada | Nivel | Liga | Pos. | G/P  | PL  | Resultado |
| --------- | ----- | ---- | ---- | ---- | --- | --------- |
| 2021-22   | 3     | TB2L | 2    | 14-2 | 3-0 | Asciende  |
| 2022-23   | 2     | TBL  | 1    | 27-3 |     | Asciende  |